# Без розуму від опери
«Без розуму від опери» («Follie per l'opera») — італійська кінокомедія 1948 року, знята режисером Маріо Костою, з Джино Бекі і Джиною Лоллобриджидою у головних ролях.

## Сюжет
Група італійців, які живуть у Лондоні, збирає кошти на відновлення розбомбленого нацистами католицького собору. Для цього вони організовують музичний концерт, доходи від якого надійдуть на будівництво. Очолює цей проект журналіст Карло Скала (Карло Кампаніні). Йому доведеться зіткнутися і подолати багато труднощів з організації заходу, але він з честю впорається з ними і виступ провідних італійських співаків відбудеться. А в цьому йому допоможе незрівнянна Дора Скала (Джина Лоллобриджида).

## У ролях
- Джино Бекі: Джино
- Джина Лоллобриджида: Дора Скала, наречена Гвідо Маркі
- Карло Кампаніні: Карло Скала, дядько Дори
- Констанс Даулінг: Маргарет Джонс
- Арольдо Тьєрі: Гвідо Маркі, журналіст
- Альдо Сільвані: Дон Антоніо Капенна, священик
- Ламберто Пікассо: Маклін, лихвар
- Франка Марці: Кармен
- Гульєльмо Барнабо: директор Ковент-Гарден
- Ніко Пепе: перший друг-жебрак Карло Скала
- Мікеле Ріккардіні: другий друг-жебрак Карло Скала
- Луїджі Альміранте: нотаріус
- Артуро Брагалья: новий офіціант
- Джино Скотті: перший диверсант, засланий Макліном
- Феліче Романо: другий диверсант, засланий Макліном
- Джузеппе П'єроцці: протестуючий відвідувач
- Франко Пеше: Дженнаріно
- Енріко Лузі: оперний фанат в аеропорту
- Акілле Маджероні: містер Браун
- Феліче Мінотті: п'ємонтський глядач на концерті
- Бруно Сміт: водій
- Арістіде Гарбіні: шеф-кухар ресторану
- Луїджі Ермініо Д'Оліво: читач газет у барі
- Федеріко Колліно: винахідник авторучки
- Бруно фон Баренс: помічник секретаря в Ковент-Гардені
- Сільвана Мангано: дівчина, до якої залицяється Джино
- Нівес Полі: прима-балерина
- Орнелла Пуліті Сантоліквідо: піаністка
- Франко Манніно: піаніст
- Беніаміно Джильї: епізод
- Марія Канілья: епізод
- Тіто Шипа: епізод
- Тіто Гоббі: епізод
- Ліно Соларі: епізод

## Знімальна група
- Режисер: Маріо Коста
- Сценарій: Маріо Коста, Джованна Сорія, Стено
- Продюсер: Малено Маленотті, Чезаре Дзанетті
- Оператор: Маріо Бава
- Композитор: Феліче Монтаньїні
- Художник: П'єро Філіппоне
- Монтаж: Отелло Коланджелі
- Грим: Ромоло Де Мартіно